# 介紹美食店的男人
《介紹美食店的男人》（韓語：맛집남）是韓國 東亞TV 電視台的綜藝節目，由Tony An（H.O.T.）、金在德（水晶男孩）等人主持。節目內容主軸為製作單位邀請藝人與明星（如：女團AweSome Baby等）一同前往餐廳用餐，並找尋餐廳中的隱藏菜色，屬真人秀綜藝節目。